# 10656 Albrecht
A 10656 Albrecht (ideiglenes jelöléssel 2213 T-1) a Naprendszer kisbolygóövében található aszteroida. Cornelis Johannes van Houten,  Ingrid van Houten-Groeneveld és Tom Gehrels fedezte fel 1971. március 25-én.